# In the Light

In the Light är en låt av Led Zeppelin på albumet Physical Graffiti från 1975. Låten kommer från en tidigare outgiven låt som bandet gjorde som heter "In the Morning". In the Light spelades aldrig live, på grund av att John Paul Jones inte kunde återskapa synthesizerljudet utanför studion och på de många gitarrpåläggen av Jimmy Page.